# Andrew Bennie
Andrew Bennie (né le 18 août 1956 à Auckland) est un cavalier néo-zélandais de concours complet.

## Carrière
Andrew Bennie, avec Grayshott, remporte la médaille de bronze par équipe aux Jeux olympiques d'été de 1988 en compagnie de Mark Todd, Margaret Knighton et Tinks Pottinger. À l'épreuve individuel, il termine 20e. Il avait participé aux Jeux olympiques d'été de 1984 et fut 37e de l'épreuve individuelle.
Il est aujourd'hui entraîneur en Angleterre.

## Source, notes et références
- (en) Cet article est partiellement ou en totalité issu de l’article de Wikipédia en anglais intitulé « Andrew Bennie » (voir la liste des auteurs).